# Llista d'alcaldes de Cadis
Aquesta és la llista dels alcaldes de la ciutat de Cadis, (Andalusia):

Escut de Cadis

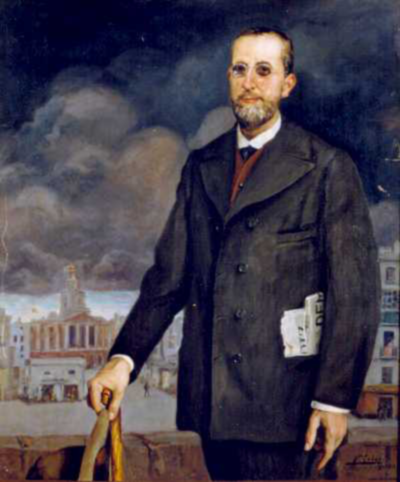
Fermín Salvochea, alcalde de Cadis i president del seu cantó durant la Primera República Espanyola

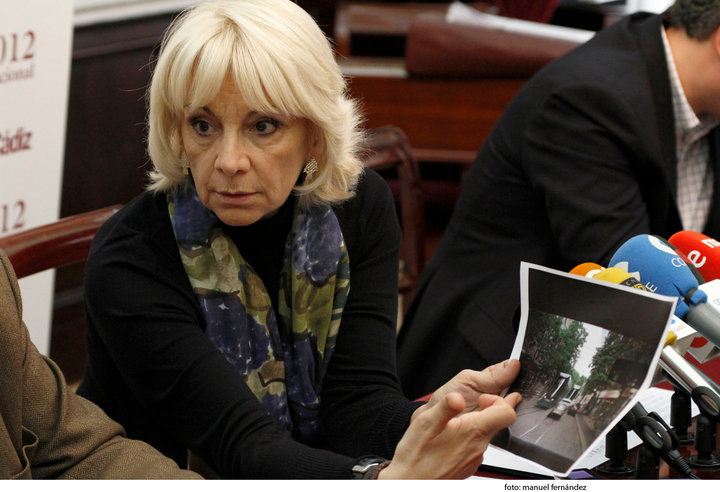
Teófila Martínez, alcaldessa de Cadis fins 2015

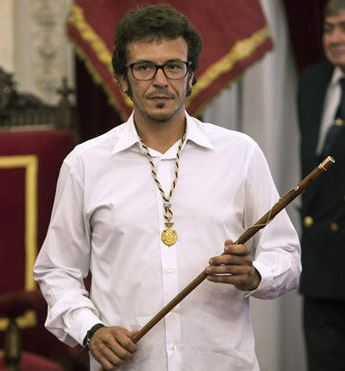
Kichi durant la presa de possessió en juny de 2015

## Segle XIX
| Alcaldes de Cadis |                             |                     |                        |        |
| Núm.              | Nom                         | Inici               | Fi                     | Partit |
| 1                 | Eduardo Genovés Puig        | 1863                |                        |        |
| 2                 | Fermín Salvochea Álvarez    | 22 de març de 1873  | 1873                   |        |
| 3                 | Miguel de Aguirre y Corveto | 3 de juliol de 1899 | 21 de desembre de 1901 |        |

## Segle XX
| Alcaldes de Cadis |                                             |                                                           |                                               |                       |
| Núm               | Nom                                         | Inici                                                     | Fi                                            | Partit                |
| 4                 | Nicomedes Herrero y López                   | 31 de desembre de 1901                                    | 3 de gener de 1903                            |                       |
| 5                 | Enrique Díaz Rocafull                       | 3 de gener de 1903                                        | 24 de febrer de 1905                          |                       |
| 6                 | José Luis Gómez y de Aramburu               | 24 de febrer de 1905                                      | 20 de febrer de 1907                          |                       |
| 7                 | Cayetano del Toro y Quartiellers            | 20 de gener de 1907                                       | 17 de novembre de 1909                        |                       |
| 8                 | Francisco Díaz García                       | 9 de setembre de 1911                                     | 1912                                          |                       |
| 9                 | Ramón Rivas y Valladares                    | 1912                                                      | 31 de desembre de 1915                        |                       |
| 10                | Sebastián Martínez de Pinillos y Tourne     | 31 de desembre de 1915                                    | 4 de juliol de 1917                           |                       |
| 11                | Manuel García Noguerol                      | 4 de juliol de 1917 9 d'abril de 1920 5 d'octubre de 1923 | 1 de desembre de 1917 21 d'abril de 1920 1925 |                       |
| 12                | Francisco Clotet y Miranda                  | 1 de desembre de 1917 20 de desembre de 1922              | 9 d'abril de 1920 5 d'octubre de 1923         |                       |
| 13                | Arturo Gallego y Martínez                   | 21 d'abril de 1920                                        | 20 de desembre de 1922                        |                       |
| 14                | Agustín Blázquez y Paúl                     | 1925                                                      | 1927                                          |                       |
| 15                | Ramón de Carranza y Fernández de la Reguera | 15 de juliol de 1927 28 de juliol de 1936                 | 14 d'abril de 1931 13 de setembre de 1936     |                       |
| 16                | Emilio de Sola Ramons                       | 5 d'agost de 1931                                         | 1933                                          |                       |
| 17                | Manuel de la Pinta Leal                     | 1933 20 de febrer de 1936                                 | 1935 18 de juliol de 1936                     |                       |
| 18                | Joaquín Fernández-Repeto                    | 1935                                                      | 1936                                          |                       |
| 19                | Eduardo Aranda Asquerino                    | 19 de juliol de 1936                                      | 28 de juliol de 1936                          |                       |
| 20                | Juan Luis Martínez del Cerro y Picardo      | 13 de setembre de 1936                                    | 2 d'agost de 1937                             |                       |
| 21                | Juan de Dios Molina y Arroquia              | 2 d'agost de 1937                                         | 28 de juny de 1940                            |                       |
| 22                | Pedro Barbadillo Delgado                    | 28 de juny de 1940                                        | 14 de novembre de 1941                        |                       |
| 23                | Fernando de Arbazuza y Oliva                | 14 de novembre de 1941                                    | 7 de febrer de 1942                           |                       |
| 24                | Alfonso Moreno Gallardo                     | 11 de febrer de 1942                                      | 20 de març de 1947                            |                       |
| 25                | Francisco Sánchez Cossío                    | 20 de març de 1947                                        | 6 de febrer de 1948                           |                       |
| 26                | José León de Carranza Gómez-Pablos          | 8 de febrer de 1948                                       | 23 de maig de 1969                            |                       |
| 27                | Jerónimo Almagro y Montes de Oca            | 25 de juny de 1969                                        | 15 de gener de 1976                           |                       |
| 28                | Emilio Beltrami López-Linares               | 1 de febrer de 1976                                       | 19 d'abril de 1979                            |                       |
| 29                | Carlos Díaz Medina                          | 19 d'abril de 1979                                        | 18 de juny de 1995                            | PSOE                  |
| 30                | Teófila Martínez                            | 18 de juny de 1995                                        | 13 de juny de 2015                            | PP                    |
| 31                | José María González "Kichi"                 | 13 de juny de 2015                                        |                                               | Por Cádiz Sí Se Puede |

## Línia del temps
Línia del temps de les diferents alcaldies en els diferents períodes de la història d'Espanya. Hi ha zones d'inestabilitat que es corresponen amb situacions difícils per a la ciutat, exceptuant casos concrets.
|  |